# Stazione di Kagoshima-Chūō
La stazione di Kagoshima-Chūō (鹿児島中央駅?, Kagoshima Chūō-eki lett. stazione di Kagoshima Centrale) è una stazione ferroviaria di Kagoshima ed è il terminale della linea ad alta velocità del Kyūshū Shinkansen. Prima dell'apertura della linea, nel 2004, la stazione era chiamata Nishi-Kagoshima.

## Linee

### Treni
- JR Kyushu
  - Kyūshū Shinkansen
  - Linea Principale Kagoshima
  - Linea Ibusuki-Makurazaki